# Pleurothallis bradei
Pleurothallis bradei är en orkidéart som beskrevs av Rudolf Schlechter. Pleurothallis bradei ingår i släktet Pleurothallis och familjen orkidéer. Inga underarter finns listade i Catalogue of Life.